# Actia perdita
Actia perdita là một loài ruồi trong họ Tachinidae.